# Victor Vinde
Victor Andersson Vinde, né le 23 mars 1903 à Stockholm où il est mort le 18 novembre 1970, est un journaliste et auteur suédois, collaborateur à Paris de L’Idée anarchiste. Il est connu pour ses reportages pour Sveriges Radio, dans des régions du monde politiquement turbulentes, dont la France de 1930 à 1941, puis lors de son conflit avec l'Algérie.

## Biographie
Victor Andersson est né en 1903 à Stockholm de parents suédois, fils d’un artisan-tapissier. En 1919, ce jeune Suédois, alias Victor Vinde, nom de plume qu’il adoptera par la suite, arrive à Caen pour suivre les cours au lycée Malherbe, alors installé dans l’Abbaye aux Hommes. Il s’est porté volontaire pour bénéficier du programme mis en place par Paul Verrier (1860-1938), le premier professeur de langues et littératures scandinaves à la Sorbonne. Au lendemain de la Première guerre mondiale, Paul Verrier souhaite développer la collaboration et renforcer les liens entre la France et les pays scandinaves afin de lutter contre l’influence allemande prédominante en Scandinavie à cette époque. Dans ce but, il organise l’accueil de jeunes Scandinaves dans des lycées français. Le programme se concrétise dès 1919, année à partir de laquelle des jeunes Scandinaves sont intégrés dans des lycées français, les Norvégiens à Rouen, les Danois au Havre puis à Nantes et les Suédois à Caen. Cette initiative a un retentissement conforme aux espérances de Paul Verrier, notamment avec l’élève Victor Andersson. Celui-ci se fixe durablement en France et joue un rôle décisif dès les années 1920 comme passeur entre les sphères culturelles française et nordique. Il est arrivé à 16 ans en France alors qu'il ne maîtrisait pas le français et n’avait aucune relation dans les milieux littéraires. Cependant, en une décennie, il réussit s’imposer comme un éminent spécialiste des lettres françaises dans les pays nordiques d’une part et de la littérature scandinave en France d’autre part.
Vers ses 18 ans, Victor Vinde commence à écrire dans Brand, une revue de la jeunesse anarchiste suédoise où se retrouvent alors bon nombre de jeunes intellectuels, comme son ami Eyvind Johnson, futur Prix Nobel de littérature.
Grâce à sa ténacité et à son don pour les langues, il décroche son baccalauréat français. Vers 1921, il s'installe à Paris pour tenter une formation commerciale supérieure au lycée Voltaire. Il se détourne cependant rapidement de cette voie et envisage de faire une carrière littéraire. Il mène alors de front son activité de journaliste, pour gagner sa vie, et d’apprenti-romancier.
Il passe plusieurs mois en Allemagne en 1923 où participe à la réunion du Bureau international antimilitariste à Berlin au mois de janvier.
En 1924, il devient un collaborateur régulier de L’Idée anarchiste, publiée par Lucien Haussard, pour 13 numéros de mars à novembre de cette année là. Il prend pour cela « Haakon Lerouge » pour pseudonyme, nom d’un souverain mythique suédois du XIe siècle (Håkon Röde).
Victor Vinde est ensuite le correspondant à Paris de journaux suédois jusqu’en 1941. Il publie également plusieurs livres consacrés à la politique internationale, dont l’un d'eux, La fin d’une grande puissance ? la France depuis la déclaration de guerre jusqu’à la Révolution nationale, est traduit clandestinement du suédois au français par Etta Federn. Il a même fini par circuler dans la Résistance.
Au lendemain de la Seconde Guerre mondiale, Victor Vinde, ancien élève puis étudiant à Caen, est profondément ému par les destructions en visitant la ville et la région. Il fait jouer ses réseaux parmi les industriels suédois et la famille royale qu'il connaît bien, et lance une campagne de presse. Ses articles publiés dans le journal Göteborgs Handels- och Sjöfartstidning, dans lesquels il décrit la misère en Normandie, touchent de nombreux Suédois dont le Prince Bertil de Suède, qui fait un plaidoyer au roi de Suède pour aider la population normande et plus particulièrement celle du Calvados. Cela aboutit à une opération de secours suédoise de Save the Children. Le gouvernement suédois fait don aux sinistrés du département de 200 maisons jumelles livrées en kit par bateau au port de Caen. Cela représente quatre cents logements pour dix communes, Aunay-sur-Odon, Bretteville-sur-Laize, Caen, Colombelles, Condé-sur-Noireau, Fleury-sur-Orne, Lisieux, Mézidon, Saint-André-sur-Orne et Thury-Harcourt, qui reçoivent chacune une vingtaine de ces maisons conçues par l’architecte Sven Ivar Lind,.
Après un nouveau séjour à Paris après la guerre, Victor Vinde finit sa vie à Stockholm où il meurt en novembre 1970 à 67 ans.

## Hommage
Aujourd'hui, un gymnase et une avenue de Caen portent son nom.

## Vie privée
Victor Vinde s'est marié en 1925 avec Margareta "Rita" Wilson (1904-1993), rédactrice en chef et née en Russie. L'un des fils du couple est Pierre Vinde (1931-2022),. Victor Vinde est enterré dans le bosquet commémoratif du Cimetière boisé de Stockholm (Skogskyrkogården).

## Bibibliographie
- Archives de la SAC, Stockholm.
- Max Nettlau Papers, IISG Amsterdam.
- May-Brigitte LEHMAN, Victor Vinde, passeur entre les cultures scandinave et française dans les années 1920, Études Germaniques 66 (2011/3), p. 733-747.
- Le Monde, 21 novembre 1970.
- Åbo Akademis Bibliotek,